# Shōnan

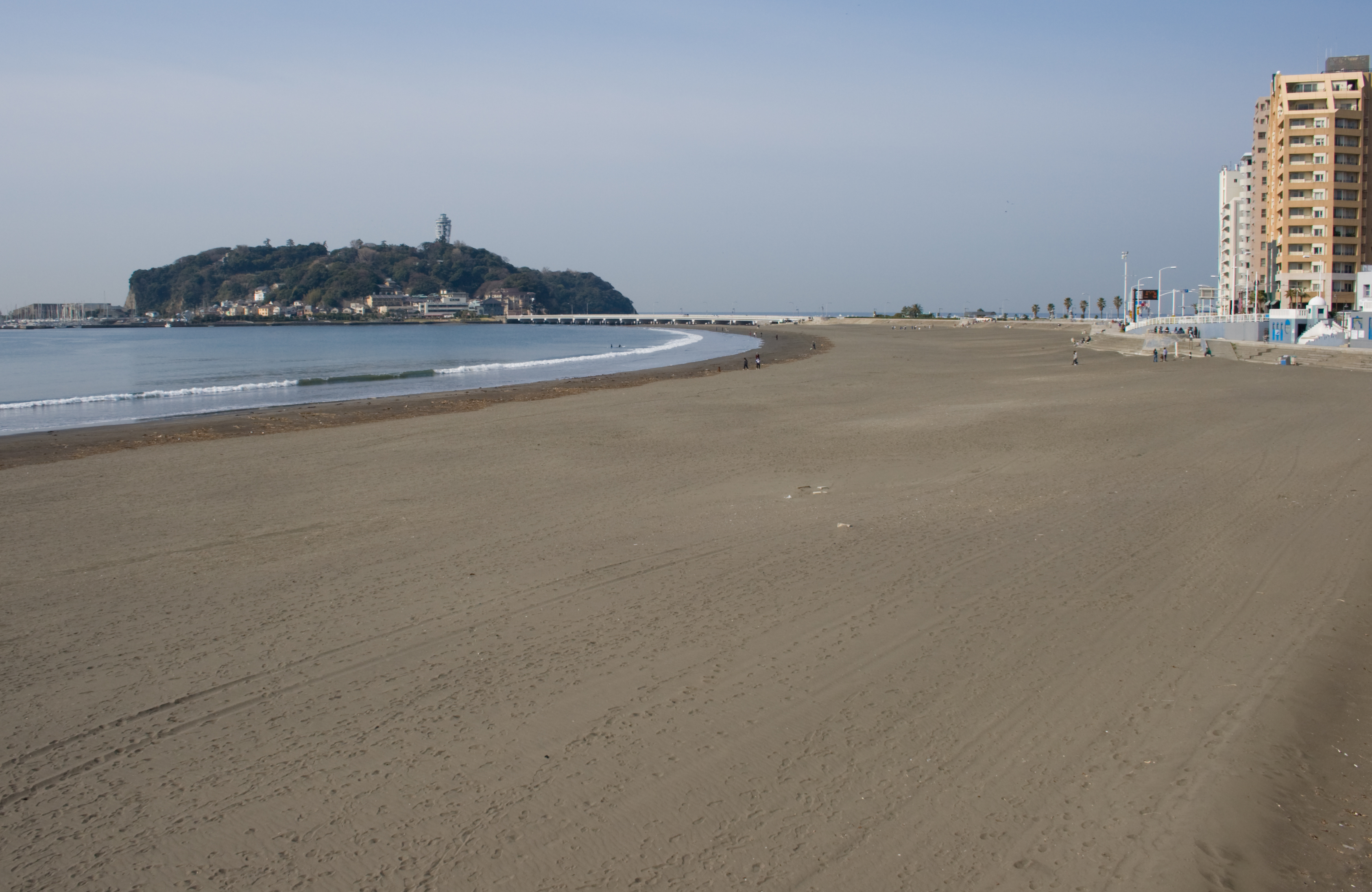
Plage du Shōnan avec vue sur Enoshima

Shōnan (湘南) est le nom donné à la partie côtière de la préfecture de Kanagawa autour de la baie de Sagami au Japon.

## Définition
Au sens strict, le Shōnan est composé des cinq villes de Hiratsuka, Fujisawa, Chigasaki,  Ōiso et Ninomiya.
Au sens large, le Shōnan comprend également :
- ouest : Hadano, Hakone, Isehara, Kaisei, Manazuru, Matsuda, Minamiashigara, Nakai, Odawara, Oi, Yamakita, Yugawara ;
- est : Kamakura, Zushi, Hayama, Yokosuka et Miura ;
- nord : Yamato, Ebina, Zama, Ayase et Samukawa.

## Tourisme et transport
Le Shōnan peut être considéré comme la zone touristique balnéaire la plus proche du Grand Tokyo (Tokyo et Yokohama), pour pratiquer surf et autres sports nautiques.
Le monorail Shōnan et le chemin de fer électrique d'Enoshima permettent de traverser la région, qui est accessible via les lignes Tōkaidō, Yokosuka et Shōnan-Shinjuku de la JR East, mais aussi par le réseau de la compagnie Odakyu.

## Dans la culture populaire
Le livre La Saison du soleil (太陽の季節, Taiyō no kisetsu), écrit par Shintarō Ishihara en 1955, a été à l'origine d'un véritable phénomène social ciblant le Shōnan. L'histoire de cette jeunesse désœuvrée se baladant sur les plages d'Enoshima (ville de Fujisawa) en portant des lunettes noires et des chemises hawaïennes a été le symbole de toute une génération de jeunes Japonais, les taiyōzoku (太陽族, littéralement « tribus du soleil »). Après l'adaptation en film, l'acteur principal Yūjirō Ishihara, frère de l'auteur, deviendra une icône, notamment dans l'interprétation de films de genre taiyōzoku.
Shōnan est aussi le lieu où vit le personnage Eikichi Onizuka des mangas Shōnan jun'ai gumi, Bad company, GTO, GTO: Shonan 14 Days et GTO: Paradise Lost.
La région a donné son nom au club de football professionnel de la ville de Hiratsuka en 1999 : Shonan Bellmare.